# Felipe El Debs
Felipe de Cresce El Debs (* 29. Januar 1985 in São Carlos) ist ein brasilianischer Schachspieler.

## Erfolge
Felipe El Debs nahm mit der brasilianischen Nationalmannschaft an den Schacholympiaden 2008 und 2014 sowie der panamerikanischen Mannschaftsmeisterschaft 2013 teil.
2009 wurde er zum Internationalen Meister ernannt, die erforderlichen Normen erfüllte er 2007 und 2008 bei zwei Turnieren in São Paulo sowie bei der Schacholympiade 2008 in Dresden.
Die IM-Norm aus Dresden zählte gleichzeitig als GM-Norm, eine weitere GM-Norm erreichte El Debs im Januar 2010 in Campinas beim Turnier 1. Memorial Vanderley Cason Melo, so dass ihm 2010 der Titel eines Großmeisters verliehen wurde.
Im Januar 2015 liegt er auf dem fünften Platz der brasilianischen Elo-Rangliste.